# Rebun (miasto)
Rebun (jap. 礼文町 Rebun-chō) – miasto w Japonii, w prefekturze Hokkaido, w podprefekturze Sōya. Według danych na rok 2020 miejscowość zamieszkiwało 2 509 mieszkańców , a gęstość zaludnienia wyniosła 30,7 os./km².